# Croton flavens
Espèce
Croton flavens est une espèce de plantes à fleurs du genre Croton et de la famille des Euphorbiaceae, présente dans le Sud du Mexique, aux Caraïbes et au Venezuela.
Il a pour synonymes :
- Croton albidus, Müll.Arg., 1866
- Croton astroites, Willd., 1805
- Croton balsamifer, Jacq., 1760
- Croton cascarilla, Lam., 1786
- Croton flavens var. balsamifer, (Jacq.) Müll.Arg., 1866
- Croton flavens var. genuinus, Müll.Arg., 1866
- Croton flavens var. mucronatus, (Willd.) Müll.Arg., 1866
- Croton flavens var. pallidus, Müll.Arg., 1866
- Croton flavens forma richardii, Griseb.
- Croton flavens var. rigidus, Müll.Arg., 1866
- Croton flocculosus, Geiseler, 1807
- Croton lamarckianus, Moldenke, 1935
- Croton leprosus, Spreng. ex Griseb., 1859
- Croton mauralis, E.H.L.Krause, 1914
- Croton mucronatus, Willd., 1805
- Croton padifolius, Geiseler, 1807
- Croton portoricensis, P.T.Li,
- Croton richardii, Willd., 1805
- Croton rigidus, (Müll.Arg.) Britton, 1924
- Croton tomentosus, Sessé et Moc., 1894
- Oxydectes albida, (Müll.Arg.) Kuntze
- Oxydectes astroites, (Willd.) Kuntze
- Oxydectes flavens, (L.) Kuntze
- Oxydectes flocculosa, (Geiseler) Kuntze